# 朱利安·卡拉基
朱利安·卡拉基（荷蘭語：Julien Carraggi，2000年7月2日—），比利時男子羽毛球運動員。他是2018年青奧會混合團體銅牌得主，於2024年代表比利時參加夏季奧林匹克運動會羽毛球男子單打比賽。

## 出生背景
朱利安·卡拉基出身於布鲁塞尔，其姓源於義大利，父親家庭出自西西里；他受父親、兄長影響，自六歲接觸羽球。

## 選手生涯
2018年，朱利安·卡拉基在青年奧運會羽球比賽奪得混合團體銅牌。2021年，朱利安·卡拉基奪得比利時全國羽毛球錦標賽男單冠軍，並在隔年衛冕成功。
2023年4月，朱利安·卡拉基在荷蘭國際賽男單決賽以2比1（21-17、17-21、21-16）擊敗荷蘭選手約蘭·奎克爾，奪得生涯首座成人國際賽冠軍，隔月在奧地利公開賽決賽以直落二（21-19、21-10）擊敗臺灣的黃郁豈，奪得生涯第二冠。
2024年7月，代表比利時參加巴黎奧運會羽毛球比賽。他在男子單打項目小組賽第一戰面對第三種子、印尼的喬納坦·克里斯蒂時率先以21-18奪下首局，但隨後遭對手以21-11、21-16逆轉，次戰再以直落二（19-21、14-21）不敵印度的拉克什亚·森，最終以小組排名第三無緣晉級。9月，卡拉基在比利時國際賽決賽擊敗麦斯·克里斯托弗森後奪冠。

## 主要比賽成績
只列出曾進入準決賽的國際賽事成績：
| 年份   | 賽事                           | 公開賽級別 | 項目     | 成績   |
| ------ | ------------------------------ | ---------- | -------- | ------ |
| 2018年 | 夏季青年奧林匹克運動會羽球比賽 | 其他       | 混合團體 | 銅牌   |
| 2019年 | 冰島羽毛球國際賽               | 未來系列賽 | 男子單打 | 準決賽 |
| 2022年 | 荷蘭羽毛球國際賽               | 國際系列賽 | 男子單打 | 準決賽 |
| 2023年 | 波蘭羽毛球公開賽               | 國際挑戰賽 | 男子單打 | 準決賽 |
| 2023年 | 荷蘭羽毛球國際賽               | 國際系列賽 | 男子單打 | 冠軍   |
| 2023年 | 奧地利羽毛球公開賽             | 國際系列賽 | 男子單打 | 冠軍   |
| 2024年 | 比利時羽毛球國際賽             | 國際挑戰賽 | 男子單打 | 冠軍   |
| 2024年 | 蘇格蘭羽毛球公開賽             | 國際挑戰賽 | 男子單打 | 冠軍   |

| 2018-2026年 | 總決賽 | 超級1000賽 | 超級750賽 | 超級500賽 | 超級300賽 | 超級100賽 | 國際挑戰賽 | 國際系列賽 | 未來系列賽 | 其他 |

### 奧運會和世錦賽參賽紀錄
|          | 2022 | 2023 | 2024       |
| -------- | ---- | ---- | ---------- |
| 男子單打 | 64強 | 32強 | 小組第三名 |

## 外部連結
- 朱利安·卡拉基在世界羽球聯盟的登錄資料